# 大山崎町
大山崎町（おおやまざきちょう）は、京都府南部に位置し、乙訓郡に属する町。

## 概要

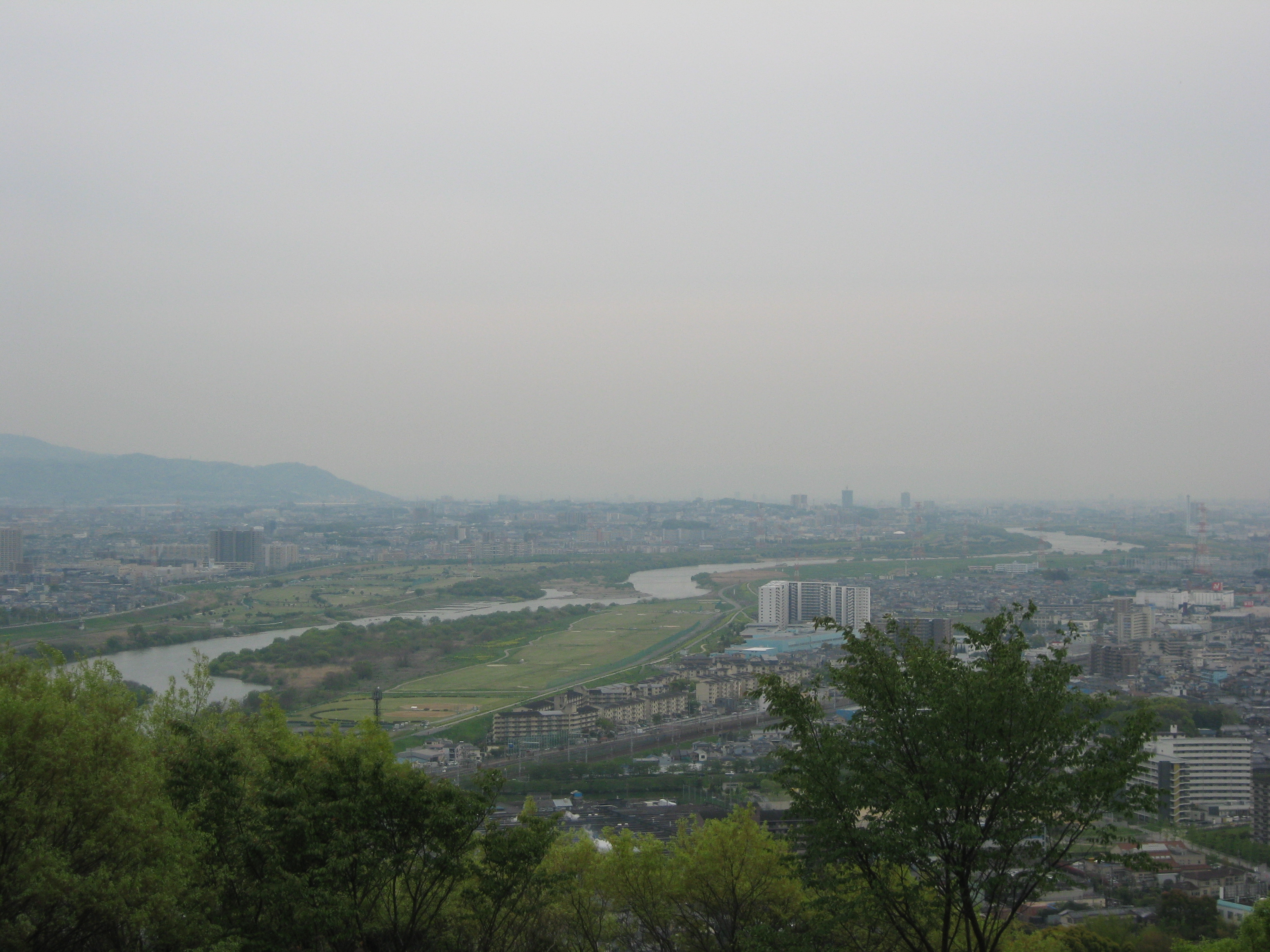
天王山からの景色、大阪方面

京都府で最も面積の小さい市町村である。旧山城国乙訓郡。河の北という意味で「河陽（かや、かよう）」の別名がある。
かつて明智光秀を豊臣秀吉（当時は羽柴秀吉）が破った山崎の戦いは天王山山麓で行われた。この故事から雌雄を決することや勝負の分かれ目のことを「天王山を迎える」（または単に「天王山」）と呼ぶ成句が生まれた。
大阪府の島本町山崎から京都府の大山崎町にかけての山崎の地はまた名水で知られ、日本における製油発祥の地である離宮八幡宮には石清水（いわしみず）の名の元となった湧き水があった。
また山崎駅前の妙喜庵には、千利休の現存する二例の茶室作例の一つである茶室待庵（国宝）が現存する。

## 地理

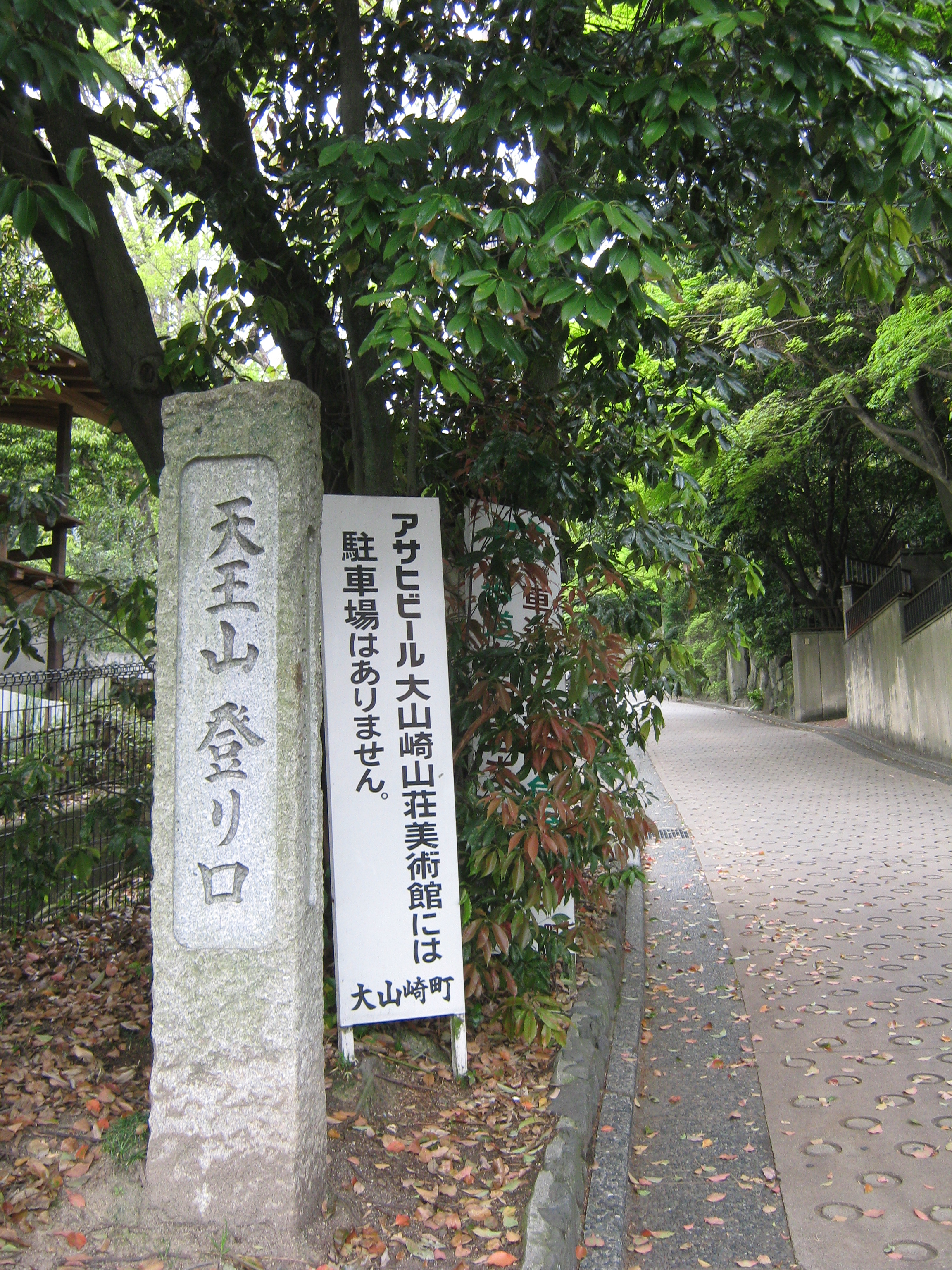
天王山登り口

### 位置
大阪府三島郡島本町との府境に位置する。

### 地形
丘陵地が平野に近く迫り、そのふもとに桂川と宇治川、木津川の合流点が位置するため山崎は古来から交通の要地であった。

#### 山地
主な山
- 天王山 - 標高270.4メートル

#### 河川
主な川
- 桂川
- 宇治川
- 木津川
- 小泉川（旧円明寺川）- 山崎の戦いの際、両軍がこの川を挟んで戦った。
- 小畑川 - 長岡京市との境にある川
- 境川 - 京都と大阪を隔てる小川

### 地域
- 字大山崎
- 字円明寺
- 字下植野

### 人口
平成22年国勢調査より前回調査からの人口増減をみると、0.45％減の15,123人であり、増減率は府下26市町村中8位、36行政区域中14位。
| |                                          |  |
| 大山崎町と全国の年齢別人口分布（2005年） | 大山崎町の年齢・男女別人口分布（2005年） |  |
| ■紫色 ― 大山崎町 ■緑色 ― 日本全国 | ■青色 ― 男性 ■赤色 ― 女性                |  |
| 大山崎町（に相当する地域）の人口の推移 \| 1970年（昭和45年） \| 10,375人 \| \| \| 1975年（昭和50年） \| 14,966人 \| \| \| 1980年（昭和55年） \| 16,283人 \| \| \| 1985年（昭和60年） \| 16,717人 \| \| \| 1990年（平成2年） \| 16,152人 \| \| \| 1995年（平成7年） \| 15,879人 \| \| \| 2000年（平成12年） \| 15,736人 \| \| \| 2005年（平成17年） \| 15,191人 \| \| \| 2010年（平成22年） \| 15,121人 \| \| \| 2015年（平成27年） \| 15,181人 \| \| \| 2020年（令和2年） \| 15,953人 \| \| |                                          |  |
| 総務省統計局 国勢調査より |                                          |  |
| 1970年（昭和45年） | 10,375人                                 |  |
| 1975年（昭和50年） | 14,966人                                 |  |
| 1980年（昭和55年） | 16,283人                                 |  |
| 1985年（昭和60年） | 16,717人                                 |  |
| 1990年（平成2年） | 16,152人                                 |  |
| 1995年（平成7年） | 15,879人                                 |  |
| 2000年（平成12年） | 15,736人                                 |  |
| 2005年（平成17年） | 15,191人                                 |  |
| 2010年（平成22年） | 15,121人                                 |  |
| 2015年（平成27年） | 15,181人                                 |  |
| 2020年（令和2年） | 15,953人                                 |  |

### 隣接自治体・行政区
京都府
- 京都市（伏見区）
- 長岡京市
- 八幡市

大阪府
- 三島郡：島本町

## 歴史

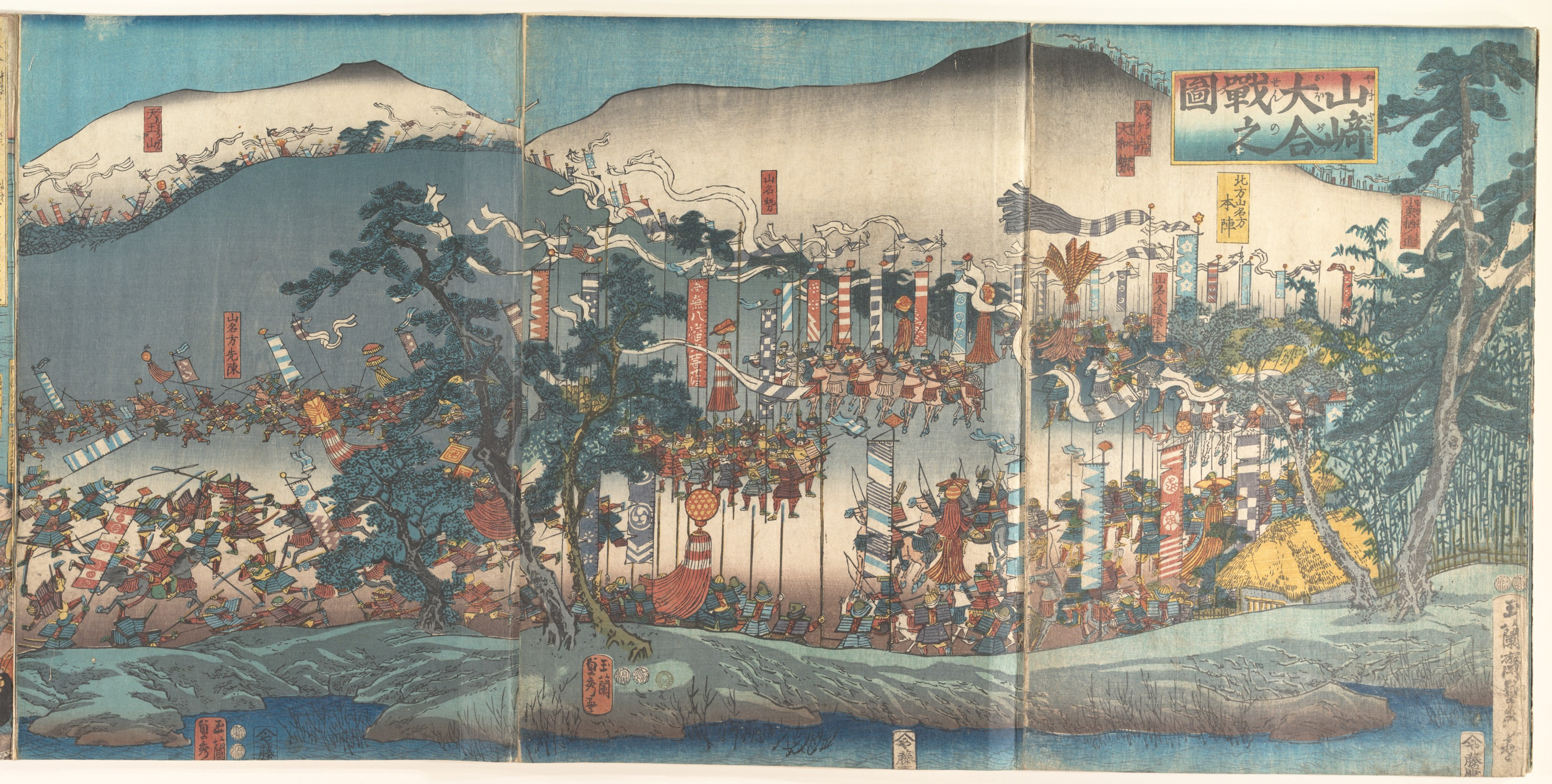
天下分け目の山崎の戦い

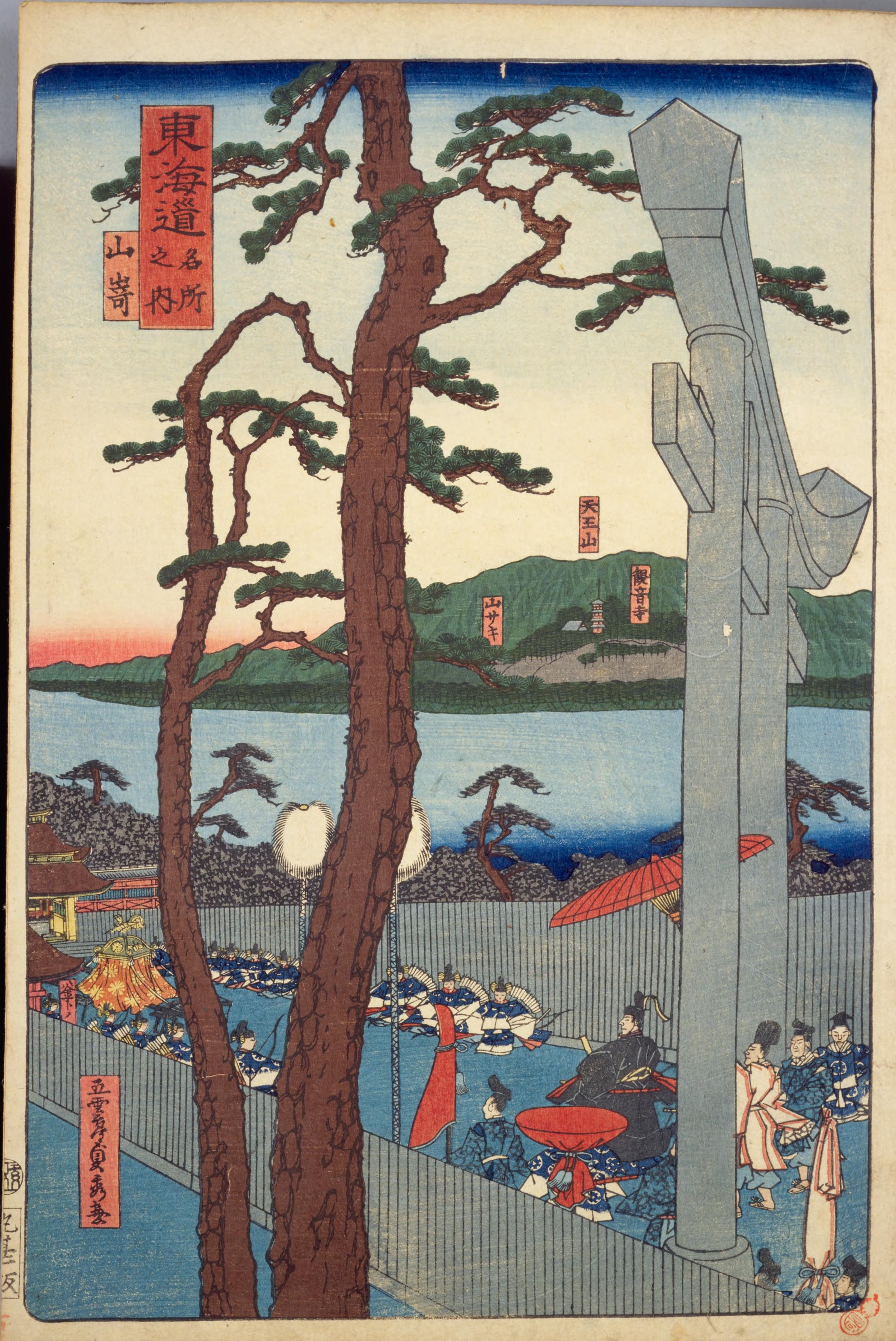
東海道名所風景・山嵜

### 古代
奈良時代
- 神亀2年（725年） - 行基、山崎に橋を架けて布教の拠点とする。
- 延暦3年（784年） - 長岡新京の建設に伴い、山崎に橋を架けられる。

平安時代
- 弘仁2年（811年） - 嵯峨天皇が山崎河陽離宮に行幸する。
- 斉衡2年（855年） - 大火が発生し、300戸が延焼する[1]。
- 貞観3年（861年）- 山崎河陽離宮が山城国府と定められる。

### 中世
鎌倉時代
- 正治2年（1200年） - 藤原定家が水無瀬離宮への道中の途中で山崎の油売り小屋に泊まる。
- 貞応元年（1222年） - 美濃国司が大山崎神人に不破関の無料通行を許す（大山崎油座）。
- 建治2年（1276年） この頃、京都の油販売を山崎神人が独占。
- 応長元年（1311年） - 伏見上皇、山崎神人のために淀などの関津料を免除する。

南北朝時代・室町時代
- 元弘2年／正慶3年（1333年） - 播磨の赤松則村（円心）が山崎に陣する。

室町時代
- 元中9年／明徳3年（1392年） - 足利義満、大山崎に守護不入の権限を与える。

### 近世
安土桃山時代
- 永禄11年（1568年） - 大山崎惣中、織田信長に矢銭を献ずる。
- 天正10年（1582年）-  秀吉と光秀が山崎の戦いをおこし、この後秀吉は山崎を拠点とする。

江戸時代
- 江戸時代は八幡宮の神領として自治を許される。

### 近代
明治時代
- 1885年（明治18年）6月-7月 - 関西地方を襲った集中豪雨により大洪水（明治十八年の淀川洪水）が発生。桂川の堤防が下植野村で124メートルにわたり決壊[2]。
- 1889年（明治22年） - 大山崎村・円明寺村・下植野村の3村が合併し、大山崎村が誕生。

### 近現代
昭和時代
- 1967年（昭和42年） 11月2日 町制を施行し、大山崎町となる。

### 現代
平成
- 2014年（平成26年）6月4日　大山崎町民でつくる「長岡京市・大山崎町の合併を推進する市民会議」は、署名簿（1,288人分）と合併協議会設置請求書を町に提出し、同町と長岡京市の法定合併協議会設置を町長に本請求した。

## 行政

### 町長
- 町長：前川光（2018年12月5日就任、1期目）

## 議会

### 町議会
- 定数：12人
- 議長：山中一成
- 副議長：北村吉史
- 監査委員：西田光宏

| 会派               | 議席数 | 議員                                   |
| ------------------ | ------ | -------------------------------------- |
| 日本共産党議員団   | 4      | 渋谷進・朝子 直美・辻 真理子・井上治夫 |
| 大山崎クラブ       | 3      | 北村吉史・西田光宏・島一嘉             |
| 公明党             | 1      | 嘉久志満                               |
| 日本維新の会       | 1      | 井上博明                               |
| 保守・本流・のぞみ | 1      | 波多野庇砂                             |
| （無所属）         | 2      | 山中一成・岸孝雄                       |

（2021年4月12日現在）

### 衆議院
- 選挙区：京都3区（京都市伏見区、長岡京市、向日市、乙訓郡）
- 任期：2021年10月31日 - 2025年10月30日
- 投票日：2021年10月31日
- 当日有権者数：353,915人
- 投票率：53.52％

| 当落 | 候補者名 | 年齢 | 所属党派     | 新旧別 | 得票数   | 重複 |
| ---- | -------- | ---- | ------------ | ------ | -------- | ---- |
| 当   | 泉健太   | 47   | 立憲民主党   | 前     | 89,259票 | ○    |
|      | 木村弥生 | 56   | 自由民主党   | 前     | 61,674票 | ○    |
|      | 井上博明 | 64   | 日本維新の会 | 新     | 34,288票 | ○    |

## 施設

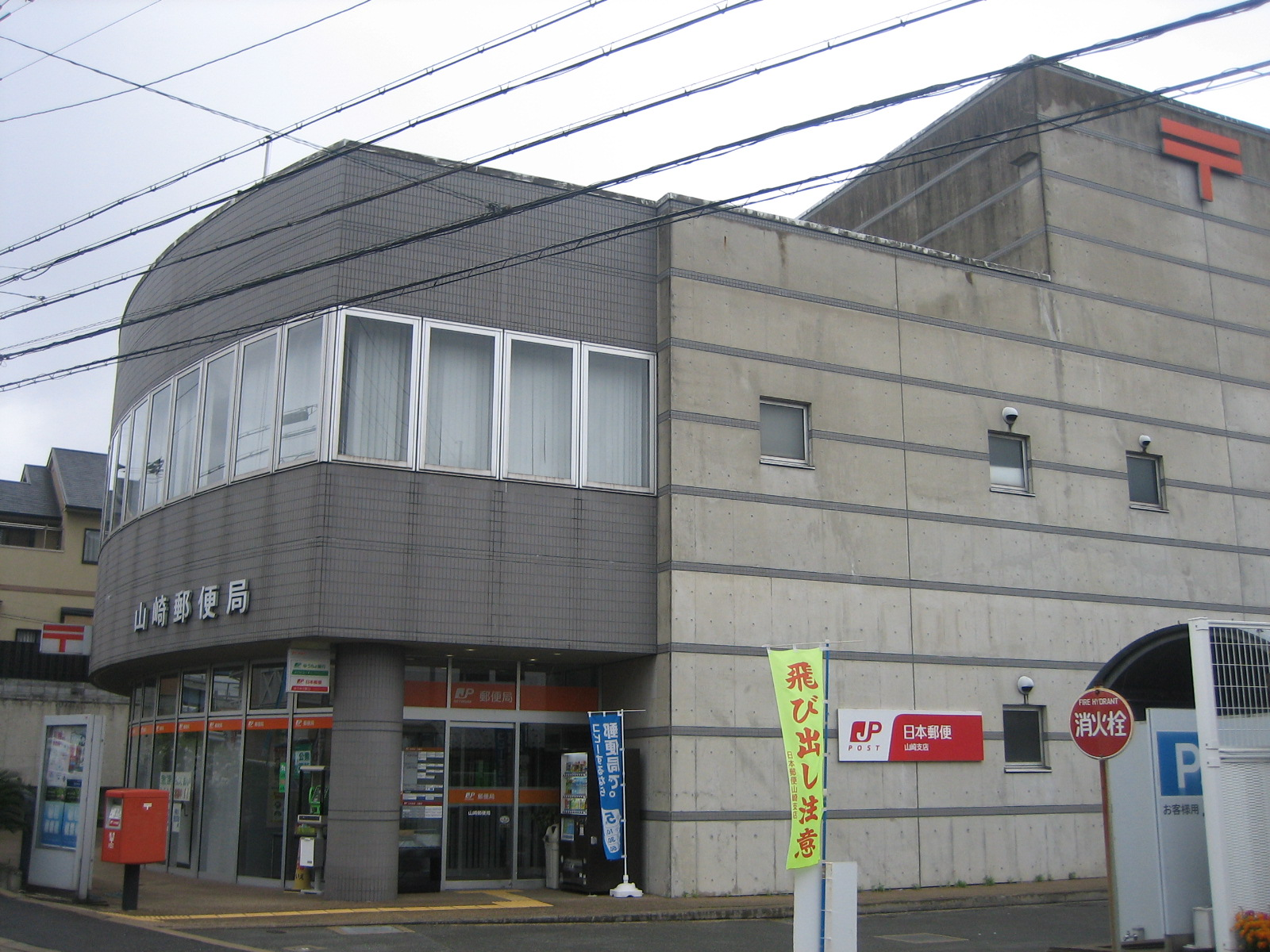
山崎郵便局

### 警察
- 向日町警察署(本署は向日市)
  - 大山崎交番（大山崎町大山崎竜光23）
  - 大山崎検問所（大山崎町大山崎斗加坪10-8）

### 消防
消防署
- 乙訓消防組合大山崎消防署（大山崎町字円明寺小字百々1）

### 郵便局
主な郵便局
- 円明寺郵便局
- 山崎郵便局

### 運動施設
- 大山崎町体育館

## 経済

### 第一次産業

#### 農業
歴史的には中世にエゴマの栽培とその種から取るえごま油の製造、販売で栄えた。
20世紀後半の昭和戦後期から平成初期の時期までは米作およびタケノコの採取などの農業が有名であった。

### 第二次産業

#### 工業
高度成長期以降、国道171号線沿いに工場や倉庫が増加した。特にダイハツ工業、日立グループの事業所やマクセルの京都本社、ゲームソフト開発のトーセの登記上本店及び開発センターがある。

#### 醸造業
なお、サントリー山崎蒸溜所は大阪府島本町に所在し、本町には所在しない。一方、同社京都ビール工場の一部が町域に所在する。

## 教育

### 中学校
町立
- 大山崎町立大山崎中学校

### 小学校
町立
- 大山崎町立大山崎小学校
- 大山崎町立第二大山崎小学校

### 幼稚園
私立
- 京都先端科学大学附属みどりの丘幼稚園

## 交通

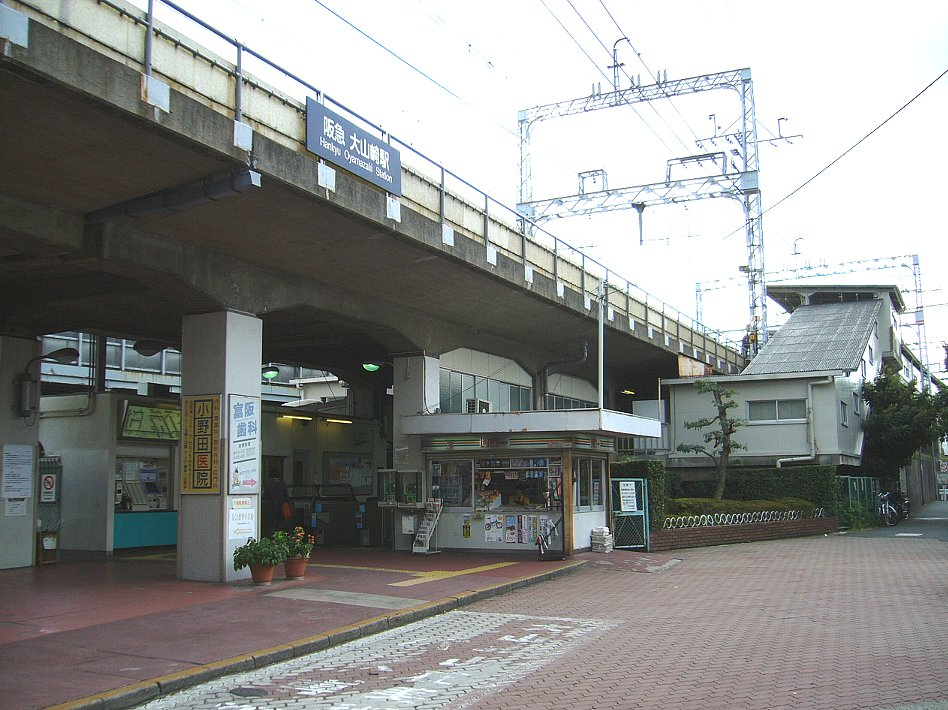
大山崎駅

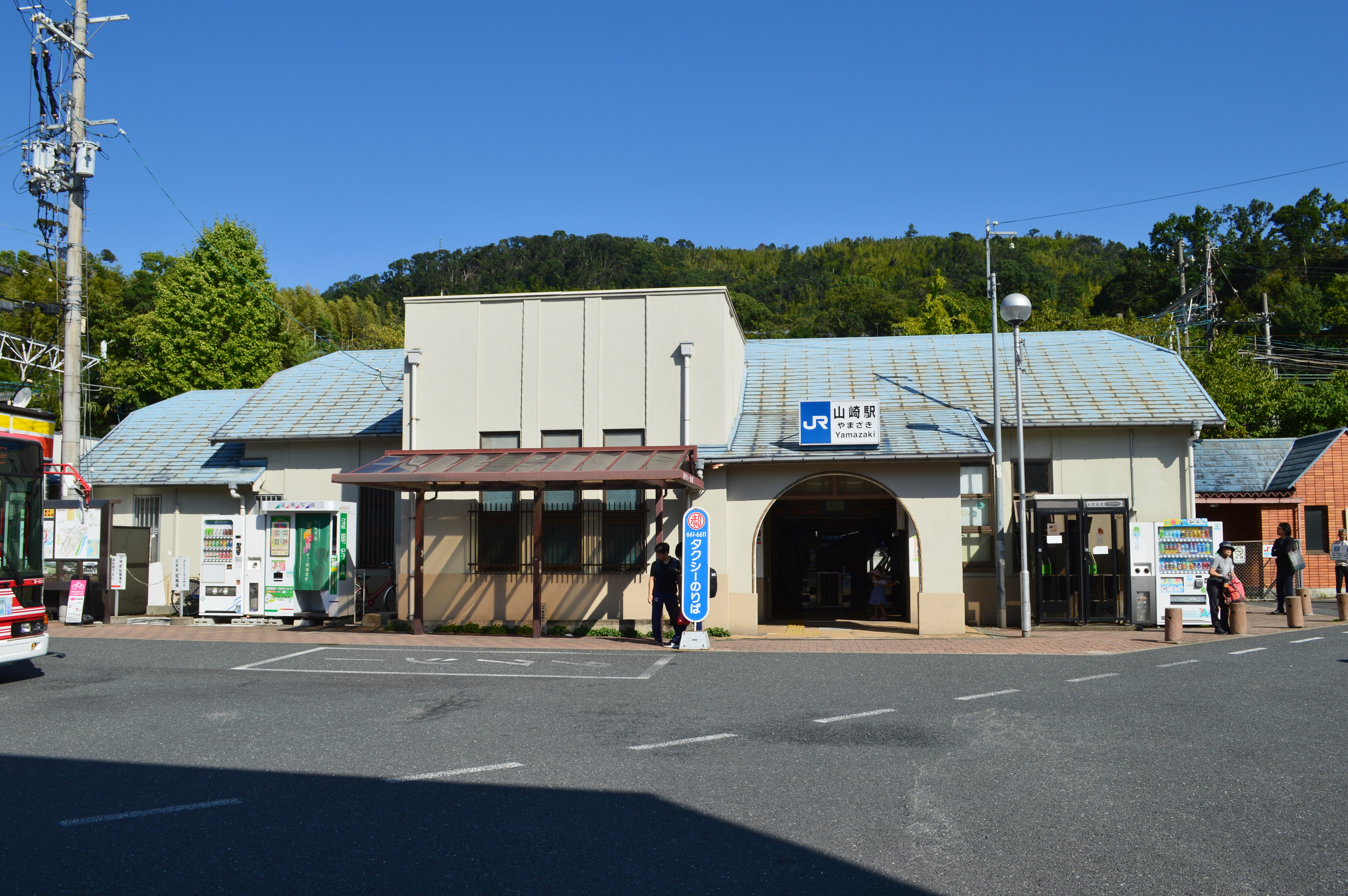
山崎駅

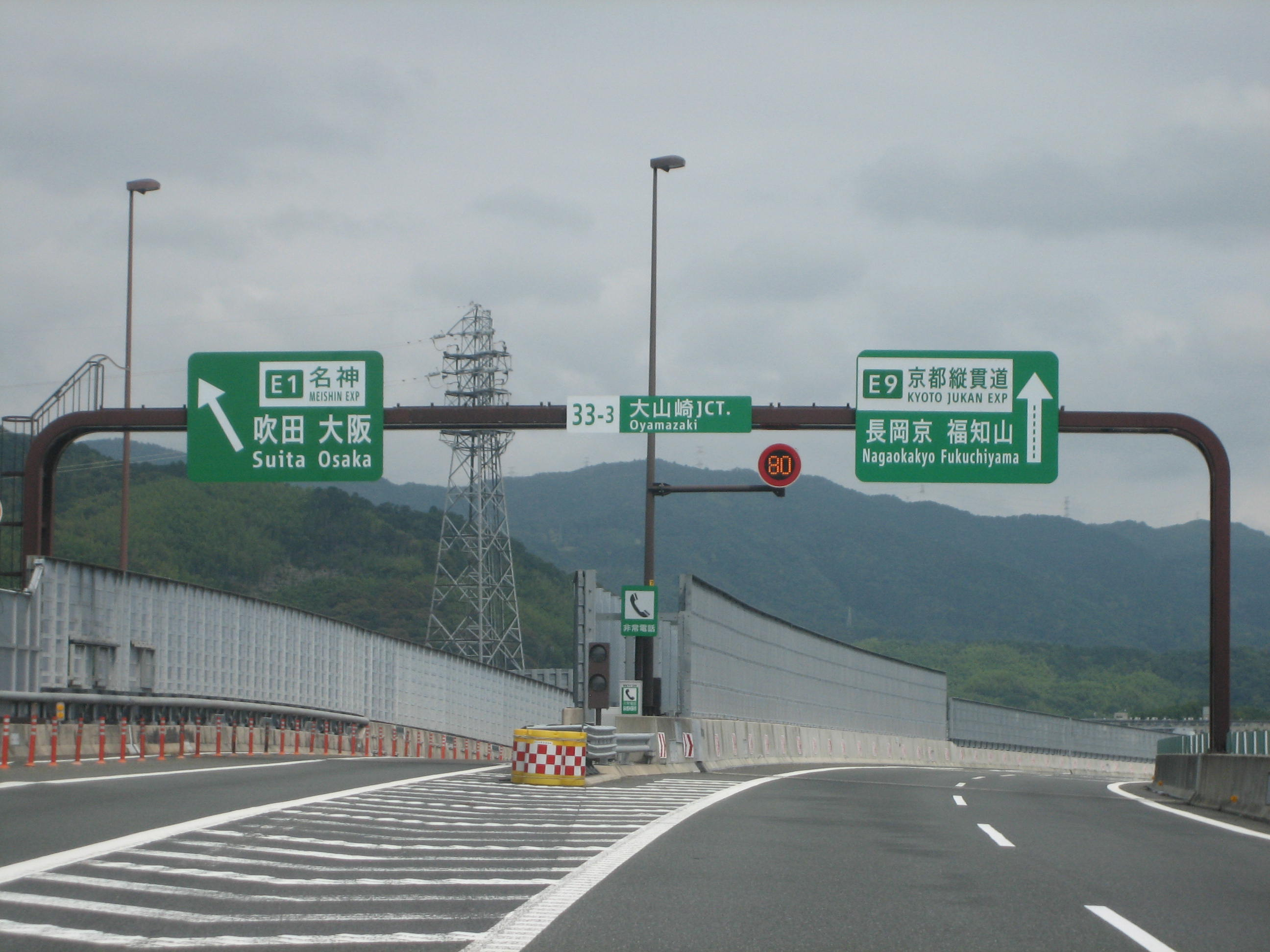
大山崎JCT

### 鉄道
町の中心となる駅：大山崎駅

#### 鉄道路線
西日本旅客鉄道（JR西日本）
 東海道本線 （JR京都線）:- 山崎駅 -
阪急電鉄（阪急）
■京都本線：- 大山崎駅 -

### バス

#### 路線バス
- 阪急バス（大山崎営業所）
- 京都京阪バス（八幡営業所・八幡市）
- 長寿苑バス「うぐいす号」

長寿苑（老人福祉センター）の利用証または障害者手帳の保有者は、当センター以外の公共施設への来訪手段としても乗車可能となっている。
3路線各1日3便運行。土休と12月28日～1月4日は運休。

#### 高速バス
- 高速バス（ 大山崎BS）

### 道路

#### 高速道路
西日本高速道路（NEXCO西日本）
- E1名神高速道路：（南区）- 大山崎JCT/大山崎IC/大山崎BS -（高槻市）
- E88京滋バイパス（名神高速道路大山崎支線）：（伏見区）- 大山崎JCT/大山崎IC
- E9京都縦貫自動車道（京都第二外環状道路）：大山崎JCT/大山崎IC -（長岡京市）

#### 国道
- 国道171号
- 国道478号

#### 府道
主要地方道
- 京都府道10号大山崎大枝線
- 大阪府道・京都府道14号大阪高槻京都線
- 京都府道・大阪府道67号西京高槻線

一般府道
- 京都府道204号奥海印寺納所線
- 京都府道211号下植野長岡京線
- 京都府道212号下植野大山崎線

## 観光

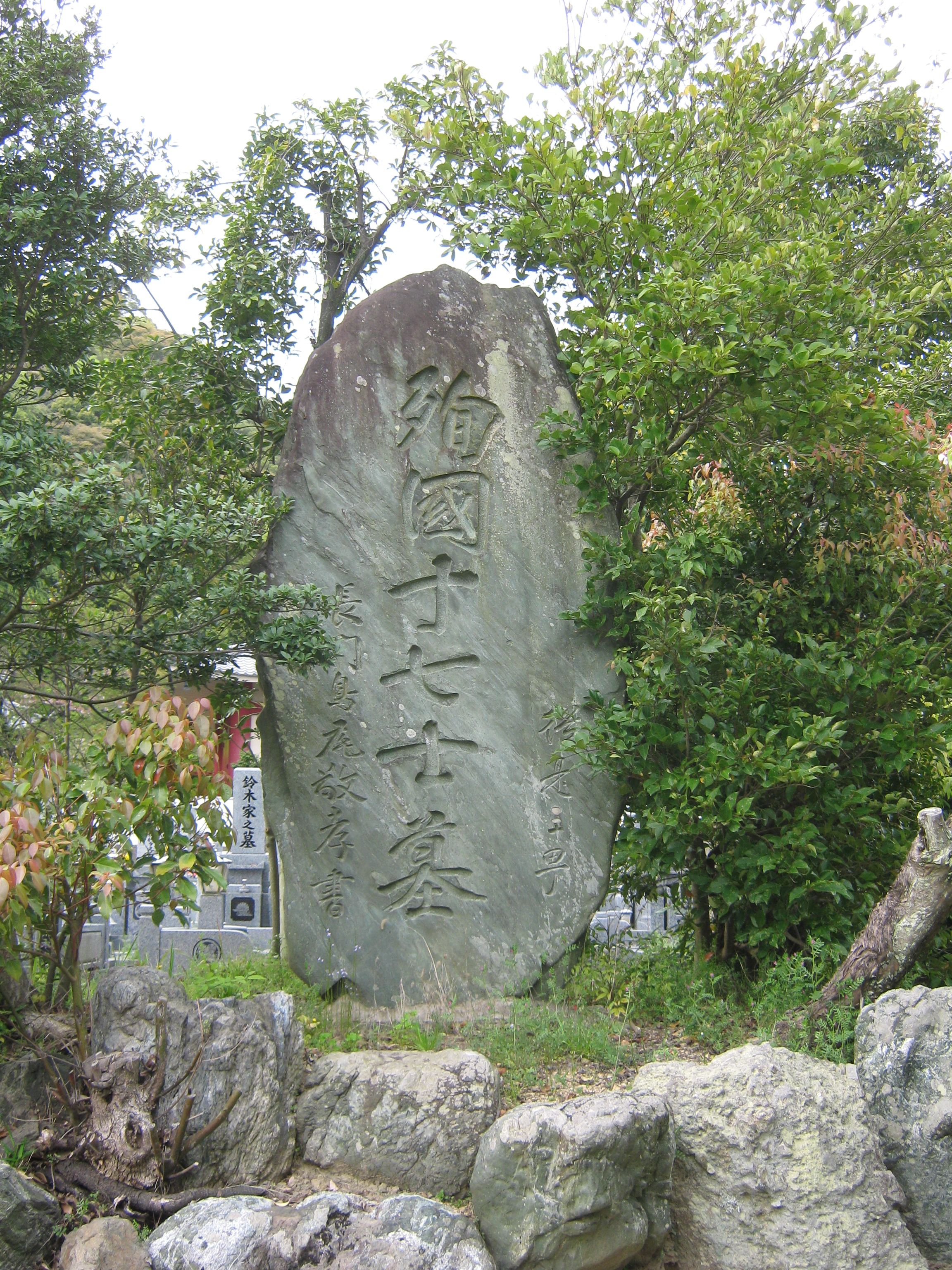
宝寺（宝積寺）、殉国十七烈士墓

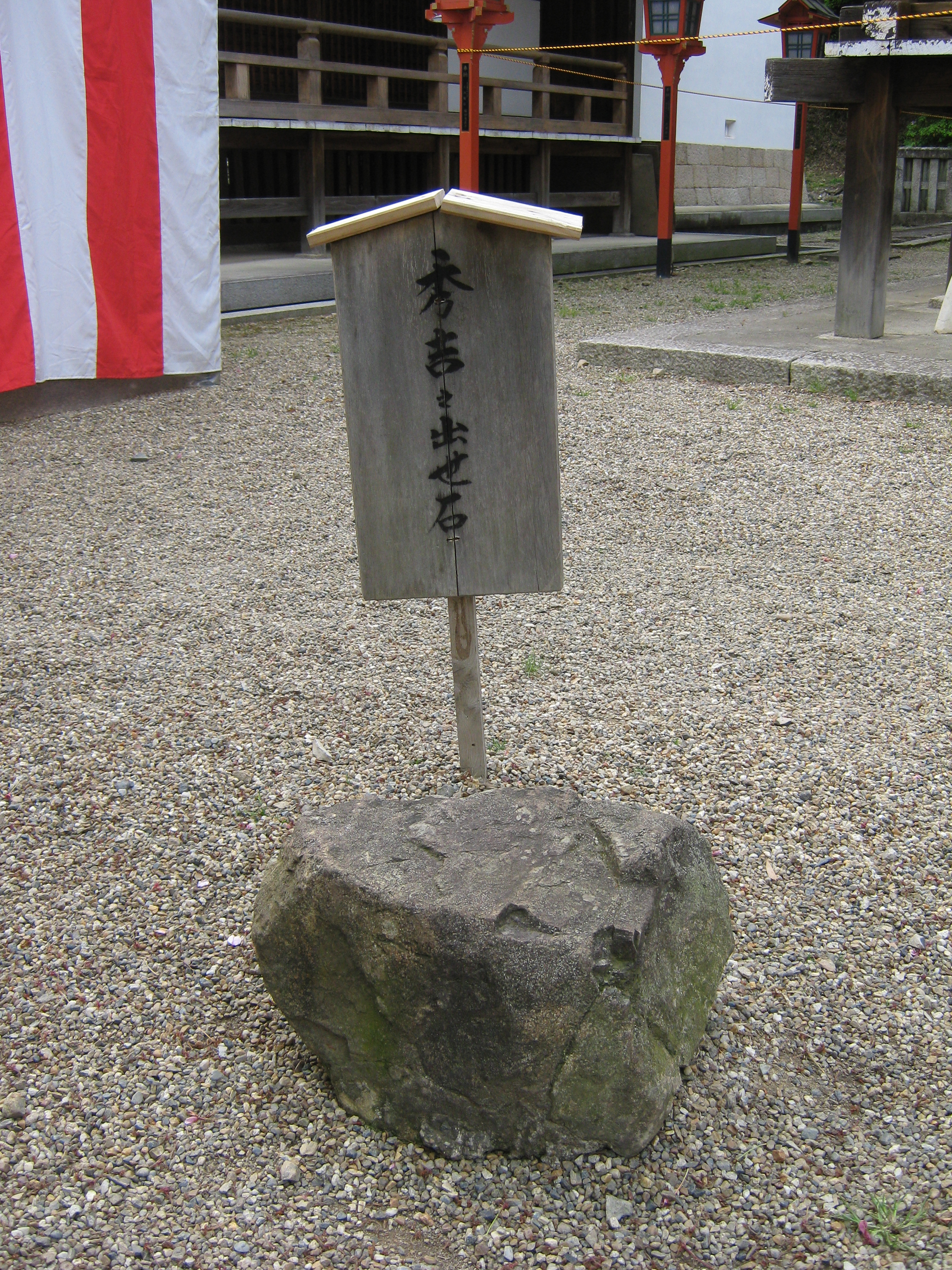
宝寺、羽柴秀吉出世石

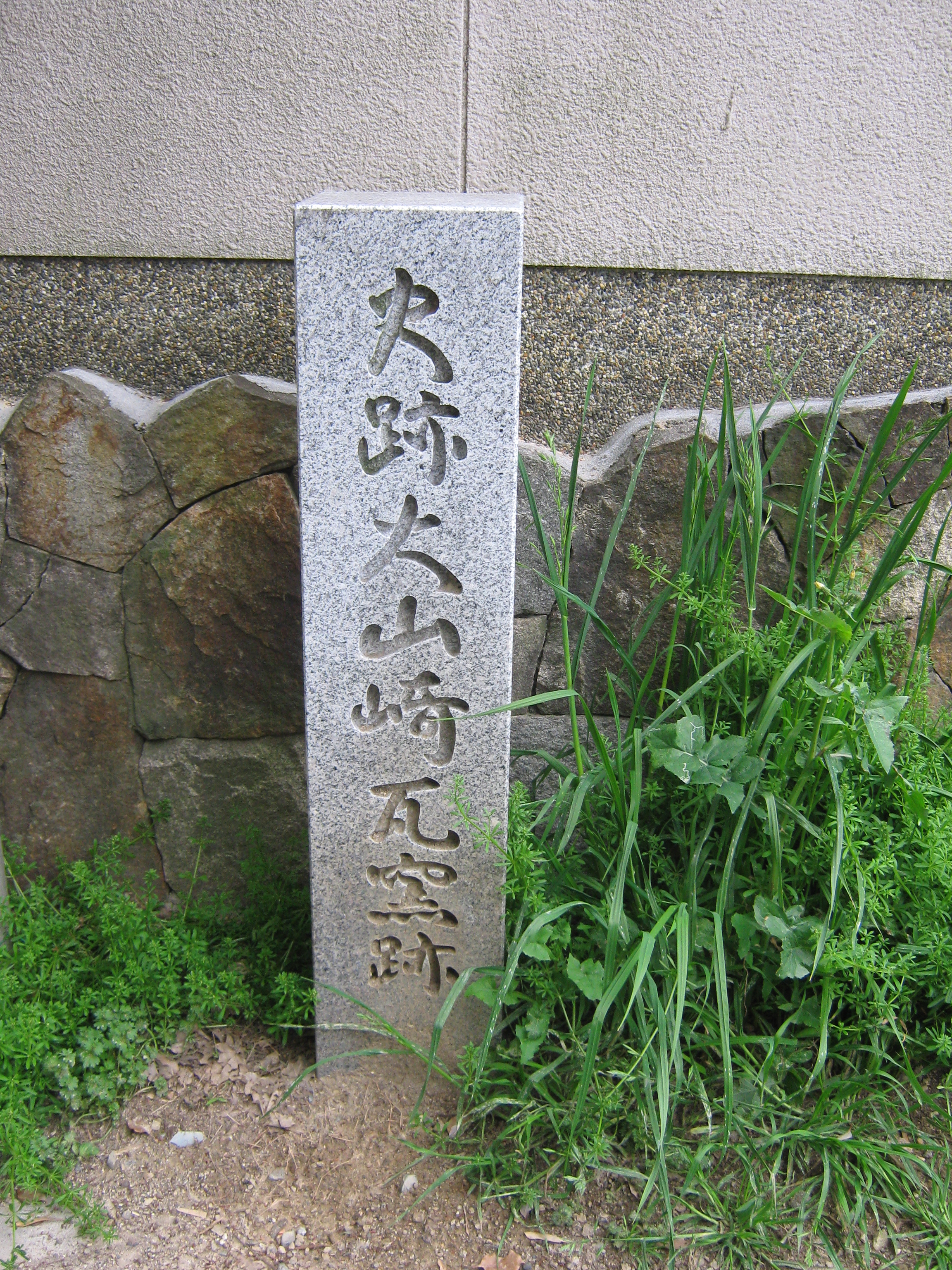
大山崎瓦窯跡

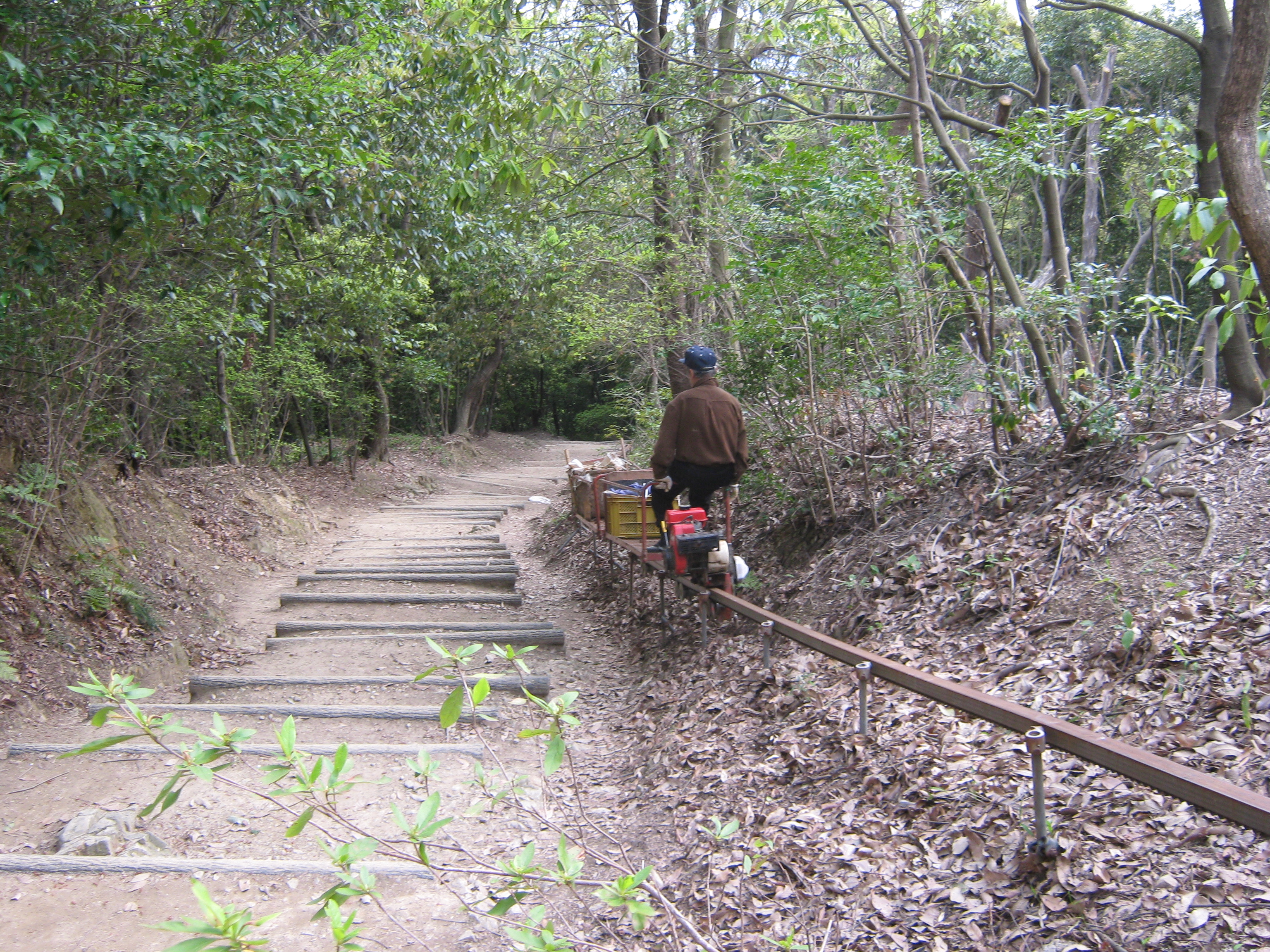
農作業用モノレール、天王山ハイキング道

### 名所・旧跡
主な城郭
- 山崎城

主な神社
- 小倉神社
- 自玉手祭来酒解神社（酒解神社）
- 離宮八幡宮 （油座、名水の地）

主な寺院
- 大念寺
- 宝積寺 (宝寺)
- 妙喜庵
  - 待庵（国宝、千利休作と信じうる唯一の現存茶室）
- 山崎聖天 (観音寺)

主な遺跡
- 鳥居前古墳

主な史跡
- 大山崎瓦窯跡 （国の史跡）
- 山崎橋（日本三古橋）

街道
- 西国街道（山陽路）
  - 山崎宿

### 観光スポット
- 天王山
- アサヒビール大山崎山荘美術館
- 大山崎町歴史資料館
- 聴竹居

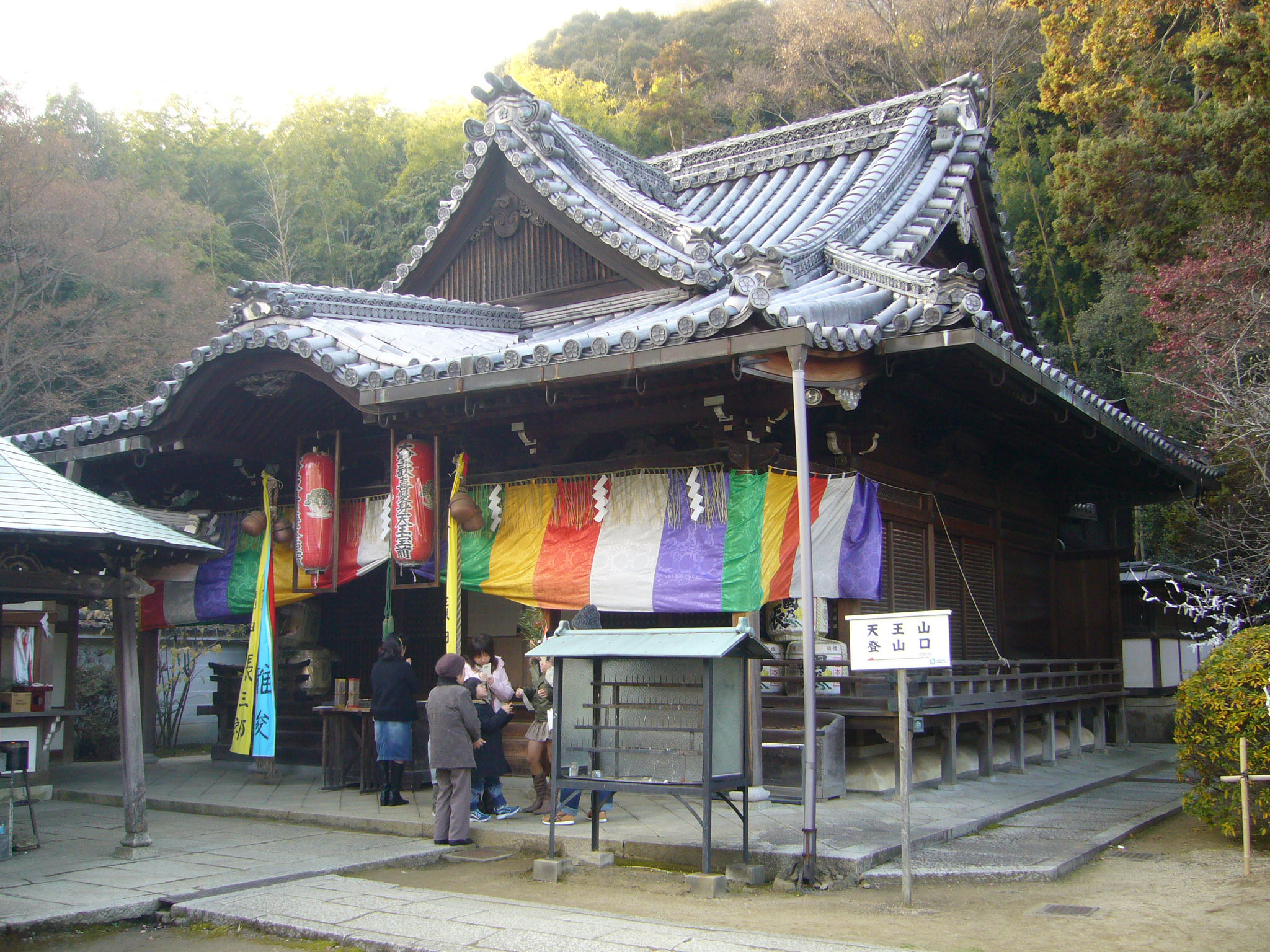
山崎聖天
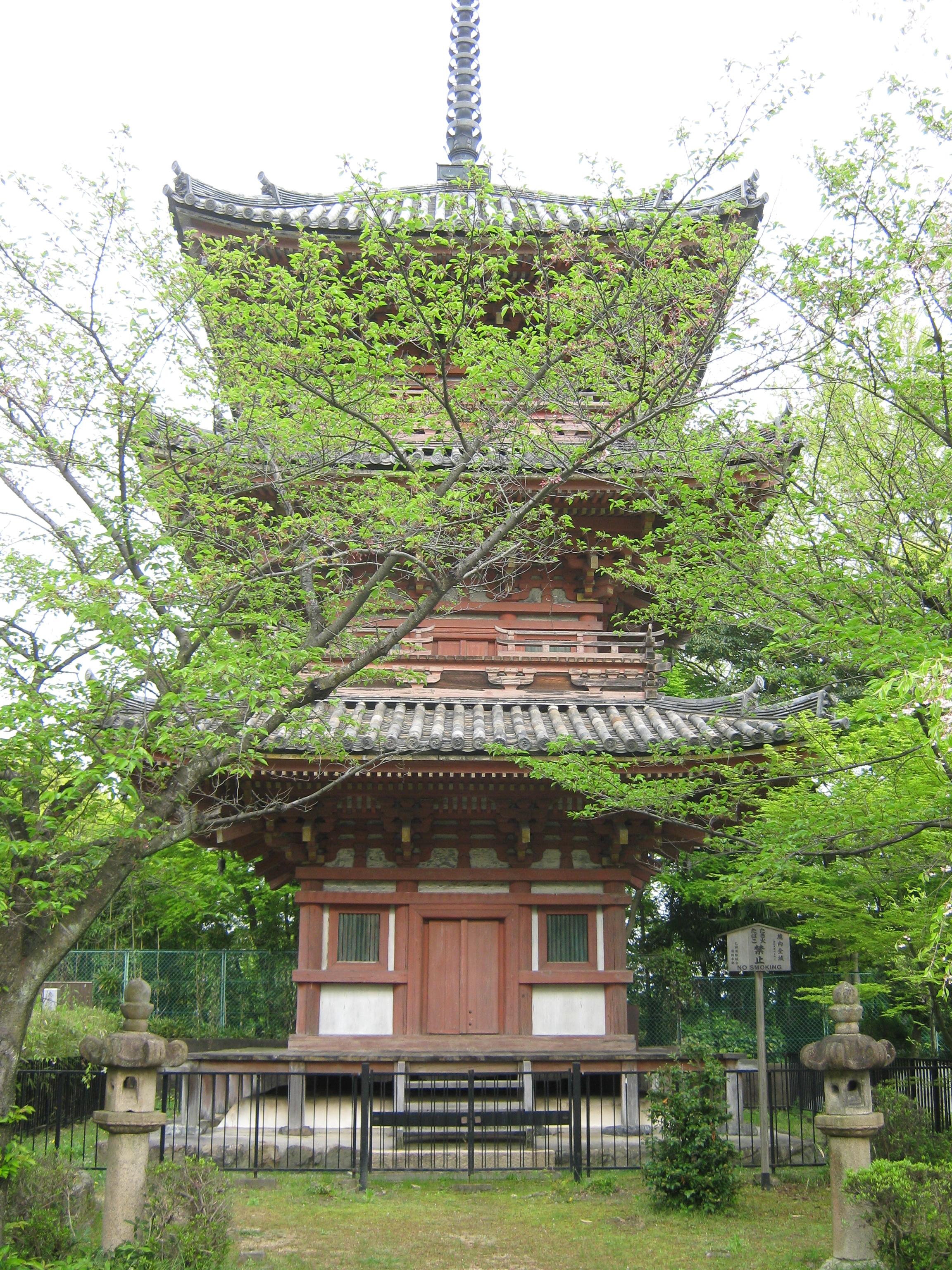
宝積寺三重塔
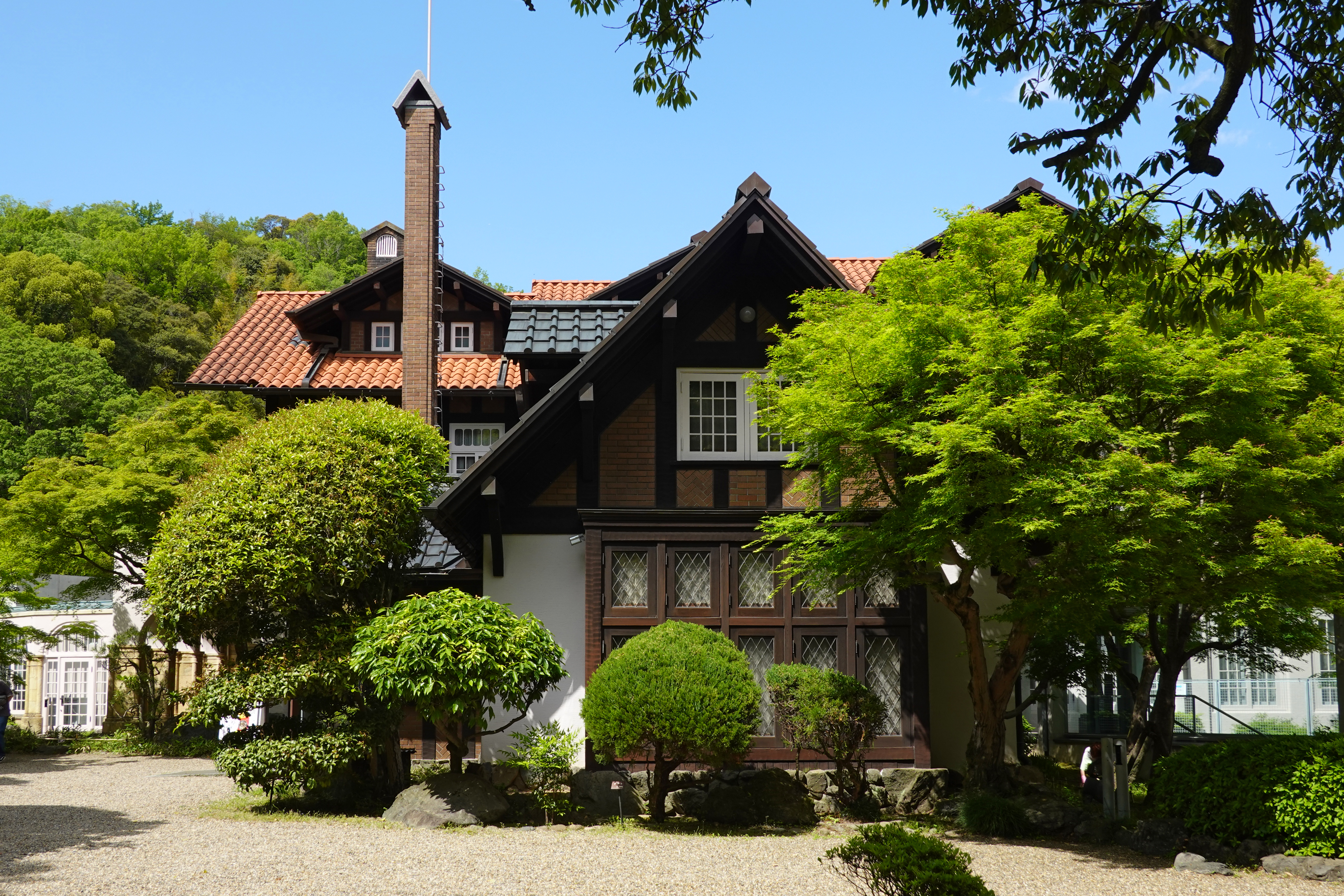
大山崎山荘美術館

## 文化・名物

### 名産・特産
タケノコの産地として著名であり、京野菜の京山科なす、みず菜の産地でもある。
- たけのこ
- 京山科なす（京野菜）
- みず菜

## 出身関連著名人

### 出身著名人
- 堀川謙一（プロボクサー）
- 池田久輝（小説家）
- 松本康太（お笑い芸人、レギュラー）
- 前川光（大山崎町長）
- 谷もも（女優・プロレスラー）
- 長田智希（ラグビー選手）
- 中村佳穂（歌手・声優）